# Persone di nome Luigi/Generali
| Questa pagina contiene informazioni ricavate automaticamente dalle voci biografiche con l'ausilio del template Bio e di un bot. L'aggiornamento è periodico e automatico e ricostruisce completamente la pagina. Se manca una persona in questa lista, sei pregato di non aggiungerla, ma accertati piuttosto che la sua voce biografica contenga il template Bio e che i dati anagrafici siano correttamente compilati. Se il template Bio manca, inseriscilo tu stesso o, in alternativa, metti l'avviso {{tmp\|Bio}} che ne segnala la mancanza. Se i dati riportati sono sbagliati, correggi direttamente la voce biografica; le modifiche saranno visibili in questa lista entro pochi giorni. Per chiarimenti vedi il progetto antroponimi. La lista contiene solo le 65 persone che sono citate nell'enciclopedia e per le quali è stato implementato correttamente il template Bio. Pagina aggiornata al 6 ago 2025. |

Questa è una lista di persone presenti nell'enciclopedia che hanno il nome Luigi e sono generali.

## A(5)
- Luigi Agliardi, generale italiano (Mantova, n. 1858 - Cologno al Serio, † 1931)
- Luigi Amantea, generale e politico italiano (Rossano, n. 1869 - Roma, † 1949)
- Luigi Amat Malliano, generale italiano (Sassari, n. 1744 - † 1807)
- Luigi Amato, generale italiano (Molfetta, n. 1883 - Molfetta, † 1964)
- Luigi Arcovito, generale e patriota italiano (Reggio Calabria, n. 1766 - Reggio Calabria, † 1834)

## B(5)
- Luigi Barberis, generale italiano (Alessandria, n. 1875 - Bricherasio, † 1946)
- Luigi Bianchi, generale e aviatore italiano (Varese, n. 1908 - Roma, † 1997)
- Luigi Bianchis di Pomaretto, generale italiano (Pinerolo, n. 1806 - Chieri, † 1877)
- Luigi Bongiovanni, generale e politico italiano (Reggio Emilia, n. 1866 - Roma, † 1941)
- Luigi I di Borbone-Condé, generale francese (Vendôme, n. 1530 - Jarnac, † 1569)

## C(6)
- Luigi Cadorna, generale e politico italiano (Pallanza, n. 1850 - Bordighera, † 1928)
- Luigi Capello, generale italiano (Intra, n. 1859 - Roma, † 1941)
- Luigi Castelli, generale italiano (Ozieri, n. 1810 - Cagliari, † 1885)
- Luigi Cauvin, generale italiano (Nizza Marittima, n. 1856 - Roma, † 1944)
- Luigi Chatrian, generale e politico italiano (Aosta, n. 1891 - Roma, † 1967)
- Luigi Leonardo Colli, generale italiano (Alessandria, n. 1757 - Alessandria, † 1809)

## D(7)
- Luigi Damiano, generale italiano (Torino, n. 1800 - Torino, † 1880)
- Luigi Druetti, generale italiano (n. 1853 - † 1919)
- Luigi Durand de la Penne, generale e politico italiano (Nizza, n. 1838 - La Penne, † 1921)
- Luigi d'Assia-Philippsthal, generale tedesco (Philippsthal, n. 1766 - Napoli, † 1816)
- Luigi d'Orléans, generale francese (Parigi, n. 1814 - Versailles, † 1896)
- Luigi III di Borbone-Condé, generale francese (Parigi, n. 1668 - Versailles, † 1710)
- Luigi Filippo I di Borbone-Orléans, generale francese (Reggia di Versailles, n. 1725 - Seine-Port, † 1785)

## F(5)
- Luigi Fecia di Cossato, generale e politico italiano (Biella, n. 1800 - Cossato, † 1882)
- Luigi Fecia di Cossato, generale e politico italiano (Torino, n. 1841 - Firenze, † 1921)
- Luigi Federici, generale italiano (Arcola, n. 1934)
- Luigi Forlenza, generale italiano (Reggio Calabria, n. 1907 - Roma, † 1989)
- Luigi Frusci, generale italiano (Venosa, n. 1879 - Venosa, † 1949)

## G(4)
- Luigi Gabaleone di Salmour d'Andezeno, generale italiano (Torino, n. 1765 - † 1831)
- Luigi Gagnotto, generale e aviatore italiano (Torino, n. 1889 - Roma, † 1958)
- Luigi Gherzi, generale italiano (Lu Monferrato, n. 1889 - Cefalonia, † 1943)
- Luigi Grosso, generale italiano (Fossano, n. 1885 - Roma, † 1960)

## K(1)
- Luigi Krall, generale italiano (Venezia, n. 1887 - Venezia, † 1949)

## L(6)
- Luigi Gonzaga del Liechtenstein, generale austriaco (Vienna, n. 1780 - Praga, † 1833)
- Luigi Lombardi, generale e funzionario italiano (Cuneo, n. 1898 - Roma, † 1992)
- Luigi di Lussemburgo-Saint-Pol, generale francese (n. 1418 - Parigi, † 1475)
- Luigi Francesco di Borbone-Busset, generale francese (Busset, n. 1749 - Busset, † 1829)
- Luigi I di Melun, generale francese (n. 1673 - Strasburgo, † 1704)
- Luigi Francesco di Monteynard, generale e politico francese (La Pierre, n. 1713 - Parigi, † 1791)

## M(5)
- Luigi Mazzini, generale italiano (Mortara, n. 1883 - Roma, † 1967)
- Luigi Mazzucchelli, generale italiano (Brescia, n. 1776 - Bad Vöslau, † 1868)
- Luigi Mentasti, generale italiano (Vercelli, n. 1883 - Torino, † 1958)
- Luigi Mezzacapo, generale, patriota e politico italiano (Trapani, n. 1814 - Roma, † 1885)
- Luigi Morosini, generale italiano (Bologna, n. 1894 - Barge, † 1966)

## N(3)
- Luigi di Nassau, generale olandese (Dillenburg, n. 1538 - Mook, † 1574)
- Luigi Nava, generale italiano (Torino, n. 1851 - Alessandria, † 1928)
- Luigi Nuvoloni, generale italiano (Orvieto, n. 1884 - Roma, † 1957)

## P(6)
- Luigi Palma di Cesnola, generale, diplomatico e archeologo italiano (Rivarolo Canavese, n. 1832 - New York, † 1904)
- Luigi Pelloux, generale e politico italiano (La Roche-sur-Foron, n. 1839 - Bordighera, † 1924)
- Luigi Gaspare Peyri, generale italiano (Mantova, n. 1758 - † 1822)
- Luigi Nelson Pirzio Biroli, generale e dirigente sportivo italiano (Nizza Marittima, n. 1859 - Viserba, † 1952)
- Luigi Poli, generale e politico italiano (Torino, n. 1923 - Firenze, † 2013)
- Luigi Pollari Maglietta, generale e dirigente sportivo italiano (Modena, n. 1863 - Vicenza, † 1949)

## Q(1)
- Luigi Questa, generale e aviatore italiano (San Terenzo, n. 1902 - Roma, † 1999)

## R(3)
- Luigi Ramponi, generale e politico italiano (Reggio Emilia, n. 1930 - Roma, † 2017)
- Luigi Reverberi, generale italiano (Cavriago, n. 1892 - Milano, † 1954)
- Luigi Maria Richieri di Montichieri, generale italiano (Bra, n. 1771 - Torino, † 1835)

## S(7)
- Luigi Scelzo, generale italiano (Castellammare di Stabia, n. 1880 - Roma, † 1962)
- Luigi Scotti Douglas, generale italiano (Napoli, n. 1796 - Napoli, † 1880)
- Luigi Scozia di Calliano, generale italiano (n. 1802 - † 1877)
- Luigi Segato, generale italiano (Belluno, n. 1856 - Torino, † 1940)
- Luigi Sibille, generale italiano (Cesana Torinese, n. 1884 - † 1964)
- Luigi Soldo, generale e patriota italiano (Nuvolera, n. 1820 - Genova, † 1874)
- Luigi Stefani, generale italiano (Pennabilli, n. 1928 - Torino, † 2024)

## Z(1)
- Luigi Zuccari, generale e politico italiano (Milano, n. 1847 - Calolzio, † 1925)